# Primera División (Peru)
Die Primera División Peruana (offiziell Liga 1 de Fútbol Profesional) ist die höchste Fußballliga in Peru. Die Liga firmiert auch unter dem Namen Copa Cable Mágico, der auf dem Hauptsponsor, dem lokalen TV-Anbieter Cable Mágico, basiert. Die Liga besteht derzeit aus 19 Mannschaften. Eine Saison startet im Februar und endet im November. Jedes Team hat in der Saison 44 Spiele zu absolvieren. Nach einer Statistik der International Federation of Football History & Statistics belegte die Liga 2008 im internationalen Vergleich den 15. Platz.

## Geschichte
Die Geschichte des modernen Fußballspiels in Peru begann im 19. Jahrhundert. Im Jahr 1859 wurde von britischen Einwanderern der Lima Cricket Club gegründet, der im Laufe der Jahre auch Fußball in sein Programm aufnahm. 1906 erfolgte schließlich eine Umbenennung in Lima Cricket and Football Club.
Die erste peruanische Fußballliga wurde am 27. Februar 1912 gegründet. Die teilnehmenden Mannschaften kamen ausnahmslos aus der Hauptstadt Lima. Der erste Meister war Lima Cricket FBG. Die Liga wurde 1921 wieder aufgelöst. Im Jahr 1922 wurde der Peruanische Fußballverband FPF gegründet. Er übernahm 1926 die Leitung einer neuen Fußballliga. Von nun an durften auch Vereine aus der Hafenstadt Callao unweit Limas am Spielbetrieb teilnehmen. Obwohl Mannschaften aus dem Rest des Landes der Beitritt zur Liga weiterhin verwehrt blieb, wurde der Meister als die national beste Mannschaft angesehen. Der Status als Amateurliga hielt sich bis 1950. Die besten Teams dieser Ära waren Universitario de Deportes und Alianza Lima.
1951 erhielt die Liga Profi-Status. Der erste Profi-Meister waren die Sport Boys. Seit 1960 nimmt der peruanische Meister an der Copa Libertadores teil. Ab 1966 dürfen Mannschaften aus dem ganzen Land um den peruanischen Titel spielen. Die Meisterschaft hieß nun Campeonato Descentralizado. Von 1972 bis 1992 wurde der Modus der Liga mehrmals geändert. So gab es u. a. mehrere regionale Ligen, deren Meister in einer Endrunde den peruanischen Meister ausspielten. 1992 wurde die dezentrale Liga wieder eingeführt. Im Jahr 1997 wurde der Modus des Apertura und Clausura übernommen, bei dem die Saison in zwei halbjährige Wettbewerbe gesplittet wird. Die Meister von Apertura und Clausura spielten bis 2008 in zwei Endspielen den Titel aus. Ab 2009 wird die Meisterschaft in drei Runden ausgetragen. Die Platzierung am Ende der regulären Saison führt zu einer Einteilung in zwei Gruppen, in der weitere Spiele ausgetragen werden. Die beiden Meister dieser Gruppen bestreiten zwei Spiele um den Titel.
Bisher haben 20 verschiedene Mannschaften die Fußball-Meisterschaft Perus gewonnen. Als die großen Drei werden Universitario de Deportes, Alianza Lima und Sporting Cristal angesehen. Sie haben mit 26, 22 bzw. 15 nationalen Meisterschaften die meisten Titel gewonnen. Der FBC Melgar und Juan Aurich sind die einzigen Mannschaften außerhalb der Metropolregion Lima, die die nationale Meisterschaft gewinnen konnten. Erwähnenswert ist auch Cienciano, das als einziges peruanisches Team internationale Erfolge feiern konnte (Copa Sudamericana 2003 und Recopa Sudamericana 2004).

## Modus

### Liga
16 Mannschaften nehmen an der Liga teil. Die Saison wird normalerweise von Februar bis Dezember ausgetragen. Die Begegnungen finden samstags und sonntags statt, in einigen Wochen wird auch mittwochs gespielt.
Die peruanische Meisterschaft teilt sich in drei Runden. In der ersten Runde treffen alle 16 Vereine der Primera División anhand eines vor der Saison festgelegten Spielplans zweimal aufeinander; je einmal im eigenen Stadion und einmal im Stadion des Gegners. Die reguläre Saison hat 30 Spieltage. Die Platzierung der Vereine am Ende dieser ersten Runde ist die Grundlage für eine Einteilung in zwei Gruppen. Mannschaften auf ungeraden Plätzen spielen in Gruppe A, Mannschaften auf geraden Plätzen in Gruppe B. In ihren Gruppen treffen die Vereine in insgesamt 14 Spielen je weitere zwei Mal auf ihre Gegner. Die Gruppensieger spielen in Hin- und Rückspiel das Finale um die peruanische Meisterschaft.
Bei der Ermittlung der Platzierungen sind zunächst die von einem Verein erzielten Punkte relevant. Hierbei werden für einen Sieg 3 Punkte, für ein Unentschieden 1 Punkt und für eine Niederlage 0 Punkte vergeben. Bei Punktgleichheit entscheidet zunächst die bessere Tordifferenz über die Reihenfolge der Platzierung, bei gleicher Differenz danach die Anzahl der erzielten Tore. Sollte dieser Vergleich immer noch keine Entscheidung bringen, wird auf neutralem Platz ein Entscheidungsspiel ausgetragen. Zwei Teams steigen am Ende der Saison in die Segunda División ab. Aufsteiger sind der Meister der Segunda División sowie der Meister der Copa Perú.

### International
Für die Saison 2010 qualifizieren sich sechs Mannschaften für die internationalen Wettbewerbe Copa Libertadores und Copa Sudamericana. Die drei Teilnehmer der Copa Libertadores bestehen aus den beiden Finalisten um die Meisterschaft und dem nach Punkten drittbesten Verein. Die Finalisten starten in der zweiten Runde der Copa Libertadores, der Dritte in Runde 1. Die drei Teilnehmer der Copa Sudamericana sind die Vereine, die in der aggregierten Saisontabelle die Plätze 4 bis 6 belegen. Internationale Begegnungen werden dienstags, mittwochs und donnerstags ausgetragen.

## Rivalitäten
- Alianza Lima – Universitario de Deportes (El Clásico)
- Sporting Cristal – Universitario de Deportes
- Alianza Lima – Sporting Cristal
- Deportivo Municipal – Universitario de Deportes (El Clásico Moderno)
- Sport Boys – Universitario de Deportes
- Cienciano – FBC Melgar (El clásico del sur)
- José Gálvez FBC – Sport Áncash (El clásico de Áncash)
- Atlético Chalaco – Sport Boys (El clásico porteño)

## Mannschaften der Saison 2023
| Verein                                 | Stadt     | Stadion                              | Kapazität |
| -------------------------------------- | --------- | ------------------------------------ | --------- |
| ADT                                    | Tarma     | Estadio Unión Tarma                  | 09.000    |
| Academia Cantolao                      | Callao    | Estadio Miguel Grau                  | 17.000    |
| Alianza Lima                           | Lima      | Estadio Alejandro Villanueva         | 35.000    |
| Atlético Grau                          | Piura     | Estadio Municipal de Bernal          | 07.000    |
| Carlos A. Mannucci                     | Trujillo  | Estadio Mansiche                     | 25.036    |
| Cienciano                              | Cusco     | Estadio Garcilaso de la Vega         | 42.056    |
| Cusco FC                               | Cusco     | Estadio Garcilaso de la Vega         | 42.056    |
| Deportivo Garcilaso                    | Cusco     | Estadio Garcilaso de la Vega         | 42.056    |
| Deportivo Municipal                    | Lima      | Estadio Iván Elías Moreno            | 10.000    |
| Escuela Municipal Deportivo Binacional | Juliaca   | Estadio Guillermo Briceño Rosamedina | 20.020    |
| FBC Melgar                             | Arequipa  | Estadio Monumental de la UNSA        | 40.000    |
| Alianza Atlético                       | Piura     | Estadio César Flores Marigorda       | 07.000    |
| Sport Boys                             | Callao    | Estadio Miguel Grau                  | 17.000    |
| Sport Huancayo                         | Huancayo  | Estadio Huancayo                     | 20.000    |
| Sporting Cristal                       | Lima      | Estadio Alberto Gallardo             | 15.000    |
| Universidad César Vallejo              | Trujillo  | Estadio Mansiche                     | 25.036    |
| Universidad Técnica de Cajamarca       | Cajamarca | Estadio Héroes de San Ramón          | 18.000    |
| Universitario de Deportes              | Lima      | Monumental                           | 80.093    |

## Titelträger

### Meister nach Verein
| Verein                    | Gesamt | Liga (1912–1921) | Amateurliga Lima & Callao (1926–1950) | Profiliga (seit 1951)     | Profiliga (seit 1951)       | Profiliga (seit 1951) |
| Verein                    | Gesamt | Liga (1912–1921) | Amateurliga Lima & Callao (1926–1950) | Lima & Callao (1951–1965) | Descentralizado (seit 1966) |                       |
| ------------------------- | ------ | ---------------- | ------------------------------------- | ------------------------- | --------------------------- | --------------------- |
| Universitario de Deportes | 28     | —                | 7                                     | 3                         | 18                          |                       |
| Alianza Lima              | 25     | 2                | 6                                     | 6                         | 11                          |                       |
| Sporting Cristal          | 20     | —                | —                                     | 2                         | 18                          |                       |
| Sport Boys Association    | 6      | —                | 3                                     | 2                         | 1                           |                       |
| Deportivo Municipal       | 4      | —                | 4                                     | 0                         | 0                           |                       |
| Universidad San Martín    | 3      | —                | —                                     | —                         | 3                           |                       |
| Unión Huaral              | 2      | —                | 0                                     | 0                         | 2                           |                       |
| Atlético Chalaco          | 2      | —                | 2                                     | 0                         | 0                           |                       |
| Lima C.F.C.               | 2      | 2                | —                                     | —                         | —                           |                       |
| Mariscal Sucre            | 2      | —                | 1                                     | 1                         | 0                           |                       |
| Sport Progreso            | 2      | 1                | 1                                     | —                         | —                           |                       |
| Sport José Gálvez         | 2      | 2                | 0                                     | —                         | —                           |                       |
| FBC Melgar                | 2      | —                | 0                                     | 0                         | 2                           |                       |
| Colegio San Agustín       | 1      | —                | 0                                     | 0                         | 1                           |                       |
| Defensor Lima             | 1      | —                | 0                                     | 0                         | 1                           |                       |
| Centro Iqueño             | 1      | —                | 0                                     | 1                         | 0                           |                       |
| Binacional                | 1      | —                | —                                     | —                         | 1                           |                       |
| Juan Aurich               | 1      | —                | 0                                     | 0                         | 1                           |                       |
| Sport Inca                | 1      | 1                | —                                     | —                         | —                           |                       |
| Sport Juan Bielovucic     | 1      | 1                | —                                     | —                         | —                           |                       |
| Sport Jorge Chávez        | 1      | 1                | 0                                     | —                         | —                           |                       |

### Meister nach Jahr

#### Liga
| Jahr | Meister               |
| ---- | --------------------- |
| 1912 | Lima C.F.C.           |
| 1913 | Jorge Chávez          |
| 1914 | Lima C.F.C.           |
| 1915 | Sport José Galvez     |
| 1916 | Sport José Galvez     |
| 1917 | Sport Juan Bielovucic |
| 1918 | Sport Alianza         |
| 1919 | Sport Alianza         |
| 1920 | Sport Inca            |
| 1921 | Sport Progreso        |

#### Amateurliga
| Jahr | Meister                   |
| ---- | ------------------------- |
| 1926 | Sport Progreso            |
| 1927 | Alianza Lima              |
| 1928 | Alianza Lima              |
| 1929 | Universitario de Deportes |
| 1930 | Atlético Chalaco          |
| 1931 | Alianza Lima              |
| 1932 | Alianza Lima              |
| 1933 | Alianza Lima              |
| 1934 | Universitario de Deportes |
| 1935 | Sport Boys                |
| 1937 | Sport Boys                |
| 1938 | Deportivo Municipal       |
| 1939 | Universitario de Deportes |
| 1940 | Deportivo Municipal       |
| 1941 | Universitario de Deportes |
| 1942 | Sport Boys                |
| 1943 | Deportivo Municipal       |
| 1944 | Mariscal Sucre FC         |
| 1945 | Universitario de Deportes |
| 1946 | Universitario de Deportes |
| 1947 | Atlético Chalaco          |
| 1948 | Alianza Lima              |
| 1949 | Universitario de Deportes |
| 1950 | Deportivo Municipal       |

#### Profiliga
| Jahr | Meister                   |
| ---- | ------------------------- |
| 1951 | Sport Boys                |
| 1952 | Alianza Lima              |
| 1953 | Mariscal Sucre FC         |
| 1954 | Alianza Lima              |
| 1955 | Alianza Lima              |
| 1956 | Sporting Cristal          |
| 1957 | Centro Iqueño             |
| 1958 | Sport Boys                |
| 1959 | Universitario de Deportes |
| 1960 | Universitario de Deportes |
| 1961 | Sporting Cristal          |
| 1962 | Alianza Lima              |
| 1963 | Alianza Lima              |
| 1964 | Universitario de Deportes |
| 1965 | Alianza Lima              |
| 1966 | Universitario de Deportes |
| 1967 | Universitario de Deportes |
| 1968 | Sporting Cristal          |
| 1969 | Universitario de Deportes |
| 1970 | Sporting Cristal          |
| 1971 | Universitario de Deportes |
| 1972 | Sporting Cristal          |
| 1973 | Defensor Lima             |
| 1974 | Universitario de Deportes |
| 1975 | Alianza Lima              |
| 1976 | Unión Huaral              |
| 1977 | Alianza Lima              |
| 1978 | Alianza Lima              |
| 1979 | Sporting Cristal          |
| 1980 | Sporting Cristal          |
| 1981 | FBC Melgar                |
| 1982 | Universitario de Deportes |
| 1983 | Sporting Cristal          |
| 1984 | Sport Boys                |
| 1985 | Universitario de Deportes |
| 1986 | Deportivo San Agustín     |
| 1987 | Universitario de Deportes |
| 1988 | Sporting Cristal          |
| 1989 | Unión Huaral              |
| 1990 | Universitario de Deportes |
| 1991 | Sporting Cristal          |
| 1992 | Universitario de Deportes |
| 1993 | Universitario de Deportes |
| 1994 | Sporting Cristal          |
| 1995 | Sporting Cristal          |
| 1996 | Sporting Cristal          |
| 1997 | Alianza Lima              |
| 1998 | Universitario de Deportes |
| 1999 | Universitario de Deportes |
| 2000 | Universitario de Deportes |
| 2001 | Alianza Lima              |
| 2002 | Sporting Cristal          |
| 2003 | Alianza Lima              |
| 2004 | Alianza Lima              |
| 2005 | Sporting Cristal          |
| 2006 | Alianza Lima              |
| 2007 | Universidad San Martín    |
| 2008 | Universidad San Martín    |
| 2009 | Universitario de Deportes |
| 2010 | Universidad San Martín    |
| 2011 | Juan Aurich               |
| 2012 | Sporting Cristal          |
| 2013 | Universitario de Deportes |
| 2014 | Sporting Cristal          |
| 2015 | FBC Melgar                |
| 2016 | Sporting Cristal          |
| 2017 | Alianza Lima              |
| 2018 | Sporting Cristal          |
| 2019 | Binacional                |
| 2020 | Sporting Cristal          |
| 2021 | Alianza Lima              |
| 2022 | Alianza Lima              |
| 2023 | Universitario de Deportes |
| 2023 | Universitario de Deportes |